# Noc jaguára
Noc jaguára (anglicky Night of the Jaguar) je kniha amerického spisovatele Michaela Grubera, která vyšla v dubnu 2006.
Je třetím a zatím posledním románem s detektivem Jimmym Pazem.